# Шастель, Этьен
Этьен Луи Шастель (Etienne Chastel, 1801—1886) — швейцарский протестантский богослов, историк церкви, оставивший большое количество научных трудов.
Родился в Женеве, происходил из рода протестантов, бежавших в своё время от религиозных преследований из Монбельяра. Получил богословское образование, был рукоположён в 1823 году; с 1831 по 1839 год служил пастором в родном городе, в период с 1845 по 1849 год был библиотекарем, впоследствии занимал должность профессора церковной истории на богословском факультете в Женеве. В своей работе «De l’usage des confessions de foi dans les communions réformées» (Женева, 1823) выступил против восстановления так называемых confessions de foi.
Другие известные работы его авторства: «Histoire de la destruction du paganisme dans l’empire d’Orient» (Париж, 1850), «Études historiques sur l’influence de la charité durant les premiers siècles chrétiens, et considérations sur son rôle dans les sociétés modernes» (1855), «Conférences sur l’histoire du christianisme», «Le Christianisme et l’Église au moyen âge» (1862), «Le Christianisme dans l'âge moderne» (Париж-Женева, 1864), «Le Christianisme dans les six premiers siècles» (Париж-Женева, 1865).